# Canton de Veynes
Le canton de Veynes est une circonscription électorale française située dans le département des Hautes-Alpes et la région Provence-Alpes-Côte d'Azur.
À la suite du redécoupage cantonal de 2014, le canton est remodelé sans que le nombre de communes ne soit modifié.

## Histoire
Jusqu'en 2015, le canton de Veynes était constitué de huit communes : 
- Veynes, Chabestan, Châteauneuf-d'Oze, Furmeyer, Montmaur, Oze, Saint-Auban-d'Oze et Le Saix.

En application de la loi du 17 mai 2013, un nouveau canton de Veynes a été constitué en vue des élections départementales de mars 2015. Il est constitué de :
- quatre communes de l'ancien canton (Veynes, Châteauneuf-d'Oze, Furmeyer, Montmaur)

- quatre nouvelles communes : 
  - Dévoluy (ancien canton du Dévoluy),
  - Manteyer, Rabou et La Roche-des-Arnauds (appartenant précédemment à l'ancien canton de Gap-campagne).

Le nombre des communes constituant le canton n'a pas été modifié mais, conformément à l'objectif de la réforme, la population a notablement augmenté, passant de 4 265 à 6 804 (total des populations municipales officielles en 2012). 
Le bureau centralisateur du canton est installé à Veynes.

## Géographie
Ce canton est organisé autour de Veynes dans l'arrondissement de Gap. Son altitude varie de 715 m (Chabestan) à 2 680 m (Montmaur) pour une altitude moyenne de 856 m.

## Représentation

### Conseillers généraux de 1833 à 2015
| Période                                  | Période          | Identité                        | Étiquette       | Qualité |
| ---------------------------------------- | ---------------- | ------------------------------- | --------------- | --- |
| 1833                                     | 1848             | M. Jean                         |                 | Médecin et juge de paix à Veynes |
| 1848                                     | 1861             | Frédéric Combassive             |                 | Juge de paix, juge au Tribunal civil de Gap |
| 1861                                     | 1867             | Victor Blanc                    |                 | Directeur des contributions directes à Digne |
| 1867                                     | 1887 (décès)     | Adrien Ruelle                   | Républicain     | Directeur de la construction des chemins de fer P.L.M.                                                                                             |
| 1887                                     | 1889             | M. Giraud                       |                 | Médecin à Laye puis à Saint-Bonnet |
| 1889                                     | 1895             | Paul-Jules Itier                | Républicain     | Avocat général, Bâtonnier des Hautes-Alpes |
| 1895                                     | 1907             | Auguste Court-Dupuy             | Républicain     | Négociant, maire de Veynes |
| 1907                                     | 1913             | François Chevallier             | Socialiste SFIO | Maître d'hôtel à Veynes |
| 1913                                     | 1929 (décès)     | Léon-Eugène Cornand             | SFIO puis PRS   | Journaliste au Droit du Peuple puis à L'Ami du peuple de Grenoble Maire de Veynes (1912-1929) Député (1906-1910 et 1924-1925) Sénateur (1924-1929) |
| 1929                                     | 1940             | Auguste Pelloux                 | Rad.            | Directeur d'école, maire de Veynes (1929-1932) Président du Syndicat d'initiative de Veynes Nommé conseiller départemental en 1942                 |
|                                          |                  |                                 |                 | |
| 1945                                     | 1951 (décès)     | Eugène Pellegrin                | SFIO            | Enseignant Maire de Veynes (1944-1945 et 1947-1951) Président du Conseil Général (1945-1951)                                                       |
| 1951                                     | 1961             | Georges Rosanvallon (1913-1990) | MRP             | Tailleur à Veynes |
| 1961                                     | 1979             | Émile Meurier                   | PCF             | Retraité SNCF Maire de Veynes (1965-1981), ancien conseiller d'arrondissement                                                                      |
| 1979                                     | 1994 (démission) | Daniel Chevallier               | PS              | Maître de conférences à l'université Député (1981-1993 et 1997-2002) Maire de Veynes (1983-1995) Elu en 1993 dans le Canton de Gap-Sud-Ouest       |
| 1994                                     | 2015             | Louis Massot                    | PS              | Entrepreneur Adjoint au Maire de Veynes (1977-2008) Premier Vice-Président du Conseil Général (2004-2008)                                          |
| Les données manquantes sont à compléter. |                  |                                 |                 | |

### Conseillers d'arrondissement (de 1833 à 1940)
| Période                                  | Période      | Identité                              | Étiquette   | Qualité |
| ---------------------------------------- | ------------ | ------------------------------------- | ----------- | --- |
| 1833                                     | 1848         | Étienne Marie Frédéric Désiré Lambert |             | Négociant, maire de Veynes                                                                                  |
|                                          |              |                                       |             | |
| 1886                                     |              | M. Reymond                            | Républicain | |
|                                          |              |                                       |             | |
|                                          | 1891 (décès) | Casimir Bernard (1820-1891)           |             | Notaire à Veynes                                                                                            |
| 1891                                     | 1893 (décès) | M. Raymond                            |             | Maire de Veynes                                                                                             |
|                                          |              |                                       |             | |
| 1910                                     | 1934         | Isaïe Dastrevigne (1873-1962)         | Radical     | Cultivateur, maire d'Oze, Président du Conseil d'arrondissement                                             |
| 1934                                     | 1940         | Émile Meurier (1896-1982)             | PC-SFIC     | Cheminot, maire de Veynes (1935-1941) Révoqué en 1939 (Décrets Daladier)                                    |
| 1940                                     |              |                                       |             | Les conseils d'arrondissement ont été suspendus par la loi du 12 octobre 1940 et n'ont jamais été réactivés |
| Les données manquantes sont à compléter. |              |                                       |             | |

### Conseillers départementaux depuis 2015
| Période élective | Période élective | Mandat | Mandat   | Identité             | Nuance | Nuance | Qualité |
| ---------------- | ---------------- | ------ | -------- | -------------------- | ------ | ------ | --- |
| 2015             | 2021             | 2015   | 2021     | Jean-Marie Bernard   |        | LR     | Ingénieur retraité Premier adjoint au Maire de Dévoluy (2013-2015) Président du Conseil départemental (depuis 2015) Président de la Communauté de communes Buëch Dévoluy (2017-2020) |
| 2015             | 2021             | 2015   | 2021     | Bernadette Saudemont |        | DVD    | Adjointe au Maire de Veynes (2014-2020), conseillère municipale depuis 2020 |
| 2021             | 2028             | 2021   | en cours | Jean-Marie Bernard   |        | LR     | Conseiller sortant, Président du conseil départemental |
| 2021             | 2028             | 2021   | en cours | Bernadette Saudemont |        | DVD    | Conseillère sortante, 8ème Vice-Présidente du conseil départemental |

#### Élections de mars 2015
Lors des élections départementales de 2015, le binôme composé de Jean-Marie Bernard et Bernadette Saudemont (Union de la Droite) est élu au 1er tour avec 53,37 % des suffrages exprimés, devant le binôme composé de Pierre Schiazza et Laurence Vinckier (Union de la Gauche) (25,18 %). Le taux de participation est de 57,67 % (3 236 votants sur 5 611 inscrits) contre 54,61 % au niveau départementalet 50,17 % au niveau national.

#### Élections de juin 2021
Le premier tour des élections départementales de 2021 est marqué par un très faible taux de participation (33,26 % au niveau national). Dans le canton de Veynes, ce taux de participation est de 48,1 % (2 710 votants sur 5 634 inscrits) contre 41,95 % au niveau départemental. À l'issue de ce premier tour, deux binômes sont en ballottage : Jean-Marie Bernard et Bernadette Saudemont (Union au centre et à droite, 43,35 %) et Sylvine Gauthier et Gerald Griffit (DVG, 34,66 %).
Le second tour des élections est marqué une nouvelle fois par une abstention massive équivalente au premier tour. Les taux de participation sont de 34,3 % au niveau national, 42,97 % dans le département et 51,13 % dans le canton de Veynes. Jean-Marie Bernard et Bernadette Saudemont (Union au centre et à droite) sont élus avec 53,08 % des suffrages exprimés (1 422 voix pour 2 881 votants et 5 635 inscrits),,.

## Composition

### Composition avant 2015
Le canton comprenait huit communes.
| Nom                | Code Insee | Codepostal | Superficie (km2) | Population (dernière pop. légale) | Densité (hab./km2) |
| ------------------ | ---------- | ---------- | ---------------- | --------------------------------- | ------------------ |
| Veynes (chef-lieu) | 05179      | 05400      | 42,60            | 3 149 (2012)                      | 74                 |
| Chabestan          | 05028      | 05400      | 12,20            | 151 (2012)                        | 12                 |
| Châteauneuf-d'Oze  | 05035      | 05400      | 26,23            | 25 (2012)                         | 0,95               |
| Furmeyer           | 05060      | 05400      | 14,27            | 141 (2012)                        | 9,9                |
| Montmaur           | 05087      | 05400      | 48,77            | 526 (2012)                        | 11                 |
| Oze                | 05099      | 05400      | 12,03            | 100 (2012)                        | 8,3                |
| Saint-Auban-d'Oze  | 05131      | 05400      | 13,21            | 71 (2012)                         | 5,4                |
| Le Saix            | 05158      | 05400      | 22,15            | 102 (2012)                        | 4,6                |

### Composition depuis 2015
| Nom                            | Code Insee | Intercommunalité | Superficie (km2) | Population (dernière pop. légale) | Densité (hab./km2) | Modifier                                    |
| ------------------------------ | ---------- | ---------------- | ---------------- | --------------------------------- | ------------------ | ------------------------------------------- |
| Veynes (bureau centralisateur) | 05179      | CC Buëch Dévoluy | 42,60            | 3 244 (2022)                      | 76                 | modifier les données · modifier les données |
| Châteauneuf-d'Oze              | 05035      | CC Buëch Dévoluy | 26,23            | 30 (2022)                         | 1,1                | modifier les données · modifier les données |
| Dévoluy                        | 05139      | CC Buëch Dévoluy | 186,37           | 885 (2022)                        | 4,7                | modifier les données · modifier les données |
| Furmeyer                       | 05060      | CC Buëch Dévoluy | 14,27            | 175 (2022)                        | 12                 | modifier les données · modifier les données |
| Manteyer                       | 05075      | CC Buëch Dévoluy | 25,63            | 500 (2022)                        | 20                 | modifier les données · modifier les données |
| Montmaur                       | 05087      | CC Buëch Dévoluy | 48,77            | 535 (2022)                        | 11                 | modifier les données · modifier les données |
| Rabou                          | 05112      | CC Buëch Dévoluy | 26,56            | 90 (2022)                         | 3,4                | modifier les données · modifier les données |
| La Roche-des-Arnauds           | 05123      | CC Buëch Dévoluy | 53,75            | 1 675 (2022)                      | 31                 | modifier les données · modifier les données |
| Canton de Veynes               | 0515       |                  | 424,18           | 7 134 (2022)                      | 17                 | modifier les données                        |

## Démographie

### Démographie avant 2015
| 1962  | 1968  | 1975  | 1982  | 1990  | 1999  | 2006  | 2011  | 2012  |
| ----- | ----- | ----- | ----- | ----- | ----- | ----- | ----- | ----- |
| 4 354 | 4 308 | 3 963 | 3 919 | 3 921 | 4 021 | 4 189 | 4 305 | 4 265 |

### Démographie depuis 2015
En 2022, le canton comptait 7 134 habitants, en évolution de +3,92 % par rapport à 2016 (Hautes-Alpes : +0,4 %, France hors Mayotte : +2,11 %).
| 2013  | 2018  | 2022  |
| ----- | ----- | ----- |
| 6 813 | 6 901 | 7 134 |